# Grand Prix de Patinação Artística no Gelo de 2002–03
O Grand Prix de Patinação Artística no Gelo de 2002–03 foi a oitava temporada do Grand Prix ISU, uma série de competições de patinação artística no gelo disputada na temporada 2002–03. São distribuídas medalhas em quatro disciplinas, individual masculino e individual feminino, duplas e dança no gelo. Os patinadores ganham pontos com base na sua posição em cada evento e os seis primeiros de cada disciplina são qualificados para competir na final do Grand Prix, realizada em São Petersburgo, Rússia.
A competição foi organizada pela União Internacional de Patinação (em inglês:  International Skating Union), a série Grand Prix começou em 23 de outubro de 2002 e continuaram até 2 de março de 2003.

## Calendário
| #     | Evento                             | Localização                 | Data                                 |
| ----- | ---------------------------------- | --------------------------- | ------------------------------------ |
| 1     | Skate America de 2002              | Spokane, WA, Estados Unidos | 23–27 de outubro de 2002             |
| 2     | Skate Canada International de 2002 | Quebec City, QB, Canadá     | 29 de outubro–3 de novembro de 2002  |
| 3     | Bofrost Cup on Ice de 2002         | Gelsenkirchen, Alemanha     | 7–10 de novembro de 2002             |
| 4     | Trophée Lalique de 2002            | Paris, França               | 14–17 de novembro de 2002            |
| 5     | Cup of Russia de 2002              | Moscou, Rússia              | 21–24 de novembro de 2002            |
| 6     | NHK Trophy de 2002                 | Quioto, Japão               | 28 de novembro–1 de dezembro de 2002 |
| Final | Final do Grand Prix de 2002–03     | São Petersburgo, Rússia     | 28 de fevereiro–2 de março de 2003   |

## Medalhistas

### Skate America
| Evento                        | Ouro                                        | Prata                                         | Bronze                                           | Ref   |
| Individual masculino detalhes | Brian Joubert · França                      | Alexander Abt · Rússia                        | Matthew Savoie · Estados Unidos                  | [ 1 ] |
| Individual feminino detalhes  | Michelle Kwan · Estados Unidos              | Ann Patrice McDonough · Estados Unidos        | Elena Liashenko · Ucrânia                        | [ 2 ] |
| Duplas detalhes               | Tatiana Totmianina · Maxim Marinin · Rússia | Anabelle Langlois · Patrice Archetto · Canadá | Pang Qing · Tong Jian · China                    | [ 3 ] |
| Dança no gelo detalhes        | Elena Grushina · Ruslan Goncharov · Ucrânia | Tatiana Navka · Roman Kostomarov · Rússia     | Tanith Belbin · Benjamin Agosto · Estados Unidos | [ 4 ] |

### Skate Canada International
| Evento                        | Ouro                                        | Prata                                           | Bronze                                        | Ref   |
| Individual masculino detalhes | Takeshi Honda · Japão                       | Emanuel Sandhu · Canadá                         | Stanislav Timchenko · Rússia                  | [ 5 ] |
| Individual feminino detalhes  | Sasha Cohen · Estados Unidos                | Fumie Suguri · Japão                            | Viktoria Volchkova · Rússia                   | [ 6 ] |
| Duplas detalhes               | Tatiana Totmianina · Maxim Marinin · Rússia | Pang Qing · Tong Jian · China                   | Anabelle Langlois · Patrice Archetto · Canadá | [ 7 ] |
| Dança no gelo detalhes        | Elena Grushina · Ruslan Goncharov · Ucrânia | Marie-France Dubreuil · Patrice Lauzon · Canadá | Svetlana Kulikova · Arseni Markov · Rússia    | [ 8 ] |

### Bofrost Cup on Ice
| Evento                        | Ouro                                        | Prata                                    | Bronze                                     | Ref    |
| Individual masculino detalhes | Evgeni Plushenko · Rússia                   | Alexander Abt · Rússia                   | Li Chengjiang · China                      | [ 9 ]  |
| Individual feminino detalhes  | Yoshie Onda · Japão                         | Fumie Suguri · Japão                     | Susanna Pöykiö · Finlândia                 | [ 10 ] |
| Duplas detalhes               | Shen Xue · Zhao Hongbo · China              | Julia Obertas · Sergej Slavnov · Rússia  | Dorota Zagorska · Mariusz Siudek · Polônia | [ 11 ] |
| Dança no gelo detalhes        | Albena Denkova · Maxim Staviyski · Bulgária | Galit Chait · Sergei Sakhnovski · Israel | Kati Winkler · René Lohse · Alemanha       | [ 12 ] |

### Trophée Lalique
| Evento                        | Ouro                                        | Prata                                            | Bronze                                           | Ref    |
| Individual masculino detalhes | Michael Weiss · Estados Unidos              | Zhang Min · China                                | Takeshi Honda · Japão                            | [ 13 ] |
| Individual feminino detalhes  | Sasha Cohen · Estados Unidos                | Yoshie Onda · Japão                              | Alisa Drei · Finlândia                           | [ 14 ] |
| Duplas detalhes               | Tatiana Totmianina · Maxim Marinin · Rússia | Sarah Abitbol · Stephane Bernadis · França       | Pang Qing · Tong Jian · China                    | [ 15 ] |
| Dança no gelo detalhes        | Elena Grushina · Ruslan Goncharov · Ucrânia | Isabelle Delobel · Olivier Schoenfelder · França | Tanith Belbin · Benjamin Agosto · Estados Unidos | [ 16 ] |

### Cup of Russia
| Evento                        | Ouro                                     | Prata                                     | Bronze                                      | Ref    |
| Individual masculino detalhes | Evgeni Plushenko · Rússia                | Li Chengjiang · China                     | Alexander Abt · Rússia                      | [ 17 ] |
| Individual feminino detalhes  | Viktoria Volchkova · Rússia              | Sasha Cohen · Estados Unidos              | Irina Slutskaya · Rússia                    | [ 18 ] |
| Duplas detalhes               | Shen Xue · Zhao Hongbo · China           | Maria Petrova · Alexei Tikhonov · Rússia  | Julia Obertas · Alexei Sokolov · Rússia     | [ 19 ] |
| Dança no gelo detalhes        | Irina Lobacheva · Ilia Averbukh · Rússia | Tatiana Navka · Roman Kostomarov · Rússia | Albena Denkova · Maxim Staviyski · Bulgária | [ 20 ] |

### NHK Trophy
| Evento                        | Ouro                                     | Prata                                      | Bronze                                        | Ref    |
| Individual masculino detalhes | Ilia Klimkin · Rússia                    | Takeshi Honda · Japão                      | Li Chengjiang · China                         | [ 21 ] |
| Individual feminino detalhes  | Yoshie Onda · Japão                      | Irina Slutskaya · Rússia                   | Shizuka Arakawa · Japão                       | [ 22 ] |
| Duplas detalhes               | Shen Xue · Zhao Hongbo · China           | Dorota Zagórska · Mariusz Siudek · Polônia | Anabelle Langlois · Patrice Archetto · Canadá | [ 23 ] |
| Dança no gelo detalhes        | Irina Lobacheva · Ilia Averbukh · Rússia | Kati Winkler · René Lohse · Alemanha       | Galit Chait · Sergei Sakhnovski · Israel      | [ 24 ] |

### Final do Grand Prix
| Evento                        | Ouro                                        | Prata                                     | Bronze                                      | Ref    |
| Individual masculino detalhes | Evgeni Plushenko · Rússia                   | Ilia Klimkin · Rússia                     | Brian Joubert · França                      | [ 25 ] |
| Individual feminino detalhes  | Sasha Cohen · Estados Unidos                | Irina Slutskaya · Rússia                  | Viktoria Volchkova · Rússia                 | [ 26 ] |
| Duplas detalhes               | Tatiana Totmianina · Maxim Marinin · Rússia | Shen Xue · Zhao Hongbo · China            | Maria Petrova · Alexei Tikhonov · Rússia    | [ 27 ] |
| Dança no gelo detalhes        | Irina Lobacheva · Ilia Averbukh · Rússia    | Tatiana Navka · Roman Kostomarov · Rússia | Albena Denkova · Maxim Staviyski · Bulgária | [ 28 ] |

## Qualificação
|  | Patinadores qualificados para a Final do Grand Prix |
|  | Substitutos                                         |

### Individual masculino
| Classificação | Classificação        | Classificação   | Classificação | Classificação | Classificação | Classificação | Classificação | Classificação | Classificação |
| Pos.          | Nome                 | Nacionalidade   | USA           | CAN           | GER           | FRA           | RUS           | JPN           | Total         |
| ------------- | -------------------- | --------------- | ------------- | ------------- | ------------- | ------------- | ------------- | ------------- | ------------- |
| 1             | Evgeni Plushenko     | Rússia          | –             | –             | 12            | –             | 12            | –             | 24            |
| 2             | Alexander Abt        | Rússia          | 9             | –             | 9             | –             | a             | –             | 18            |
| 3             | Brian Joubert        | França          | 12            | –             | –             | 4             | –             | –             | 16            |
| 4             | Li Chengjiang        | China           | –             | –             | a             | –             | 9             | 7             | 16            |
| 5             | Takeshi Honda        | Japão           | –             | a             | –             | 7             | –             | 9             | 16            |
| 6             | Ilia Klimkin         | Rússia          | –             | –             | –             | 2             | –             | 12            | 14            |
| 7             | Zhang Min            | China           | 5             | –             | –             | 9             | –             | –             | 14            |
| 8             | Emanuel Sandhu       | Canadá          | 3             | 9             | –             | –             | –             | –             | 12            |
| 9             | Matthew Savoie       | Estados Unidos  | 7             | –             | –             | –             | 4             | –             | 11            |
| 10            | Stanislav Timchenko  | Rússia          | –             | 7             | –             | –             | 3             | –             | 10            |
| 11            | Stanick Jeannette    | França          | –             | 5             | –             | 5             | –             | –             | 10            |
| 12            | Michael Weiss        | Estados Unidos  | 4             | –             | 5             | a             | –             | –             | 9             |
| 13            | Andrejs Vlascenko    | Alemanha        | –             | –             | 2             | –             | 5             | –             | 7             |
| 14            | Jeffrey Buttle       | Canadá          | –             | 2             | –             | –             | –             | 4             | 6             |
| 15            | Vincent Restencourt  | França          | –             | –             | –             | 3             | –             | 3             | 6             |
| 16            | Li Yunfei            | China           | –             | –             | –             | –             | –             | 5             | 5             |
| 17            | Derrick Delmore      | Estados Unidos  | 1             | 4             | –             | –             | –             | –             | 5             |
| 18            | Vakhtang Murvanidze  | Geórgia         | 2             | –             | 3             | –             | –             | –             | 5             |
| 19            | Sergei Davydov       | Bielorrússia    | 0             | –             | 4             | –             | –             | –             | 4             |
| 20            | Ryan Bradley         | Estados Unidos  | –             | 3             | –             | –             | –             | –             | 3             |
| 21            | Frederic Dambier     | França          | –             | –             | 1             | –             | 2             | –             | 3             |
| 22            | Yamato Tamura        | Japão           | –             | –             | –             | 0             | –             | 2             | 2             |
| 23            | Kensuke Nakaniwa     | Japão           | 0             | –             | –             | –             | 1             | –             | 1             |
| 24            | Daisuke Takahashi    | Japão           | –             | –             | 0             | –             | –             | 1             | 1             |
| 25            | Ben Ferreira         | Canadá          | –             | –             | 0             | 1             | –             | –             | 1             |
| 26            | Ma Xiaodong          | China           | –             | 1             | –             | –             | –             | –             | 1             |
| 27            | Silvio Smalun        | Alemanha        | –             | –             | 0             | 0             | –             | –             | 0             |
| 28            | Jayson Denommee      | Canadá          | –             | 0             | –             | –             | 0             | –             | 0             |
| 29            | Hristo Turlakov      | Bulgária        | –             | –             | –             | –             | 0             | 0             | 0             |
| 30            | Benjamin Miller      | Estados Unidos  | –             | –             | –             | –             | –             | 0             | 0             |
| 31            | Jong In Han          | Coreia do Norte | –             | –             | –             | 0             | –             | –             | 0             |
| 32            | Trifun Zivanovic     | Iugoslávia      | –             | –             | –             | –             | 0             | –             | 0             |
| 33            | Alexei Yagudin       | Rússia          | 0             | 0             | –             | –             | –             | –             | 0             |
| 34            | Kevin van der Perren | Bélgica         | –             | 0             | –             | –             | –             | –             | 0             |
| 35            | Johnny Weir          | Estados Unidos  | –             | –             | –             | –             | 0             | –             | 0             |

### Individual feminino
| Classificação | Classificação         | Classificação  | Classificação | Classificação | Classificação | Classificação | Classificação | Classificação | Classificação |
| Pos.          | Nome                  | Nacionalidade  | USA           | CAN           | GER           | FRA           | RUS           | JPN           | Total         |
| ------------- | --------------------- | -------------- | ------------- | ------------- | ------------- | ------------- | ------------- | ------------- | ------------- |
| 1             | Sasha Cohen           | Estados Unidos | –             | 12            | –             | 12            | a             | –             | 24            |
| 2             | Yoshie Onda           | Japão          | –             | –             | 12            | 9             | –             | a             | 21            |
| 3             | Viktoria Volchkova    | Rússia         | a             | 7             | –             | –             | 12            | –             | 19            |
| 4             | Irina Slutskaya       | Rússia         | –             | –             | –             | –             | 7             | 9             | 16            |
| 5             | Fumie Suguri          | Japão          | –             | a             | 9             | –             | –             | 5             | 14            |
| 6             | Michelle Kwan         | Estados Unidos | 12            | –             | –             | –             | –             | –             | 12            |
| 7             | Elena Liashenko       | Ucrânia        | 7             | –             | a             | 5             | –             | –             | 12            |
| 8             | Shizuka Arakawa       | Japão          | –             | –             | –             | –             | 4             | 7             | 11            |
| 9             | Jennifer Robinson     | Canadá         | –             | 5             | 5             | –             | –             | –             | 10            |
| 10            | Ann Patrice McDonough | Estados Unidos | 9             | –             | –             | –             | r             | –             | 9             |
| 11            | Jennifer Kirk         | Estados Unidos | 5             | 3             | –             | –             | –             | –             | 8             |
| 12            | Susanna Pöykiö        | Finlândia      | –             | 0             | 7             | –             | –             | –             | 7             |
| 13            | Alisa Drei            | Finlândia      | –             | –             | –             | 7             | –             | –             | 7             |
| 14            | Ludmila Nelidina      | Rússia         | 4             | –             | –             | –             | 3             | –             | 7             |
| 15            | Sarah Meier           | Suíça          | –             | –             | –             | 4             | –             | 2             | 6             |
| 16            | Galina Maniachenko    | Ucrânia        | –             | –             | –             | –             | 2             | 4             | 6             |
| 17            | Elina Kettunen        | Finlândia      | 0             | –             | –             | –             | 5             | –             | 5             |
| 18            | Amber Corwin          | Estados Unidos | –             | –             | 4             | –             | –             | 1             | 5             |
| 19            | Yukari Nakano         | Japão          | 2             | –             | –             | 3             | –             | –             | 5             |
| 20            | Zuzana Babiakova      | Eslováquia     | 0             | 4             | –             | –             | –             | –             | 4             |
| 21            | Elena Sokolova        | Rússia         | –             | –             | –             | –             | –             | 3             | 3             |
| 22            | Annie Bellemare       | Canadá         | 0             | 2             | –             | –             | –             | –             | 2             |
| 23            | Fang Dan              | China          | –             | –             | –             | 2             | –             | 0             | 2             |
| 24            | Susanne Stadlmüller   | Alemanha       | –             | –             | 2             | –             | 0             | –             | 2             |
| 25            | Michelle Currie       | Canadá         | –             | 1             | –             | 1             | –             | –             | 2             |
| 26            | Tamara Dorofejev      | Hungria        | –             | –             | 1             | –             | –             | –             | 1             |
| 27            | Sabina Wojtala        | Polônia        | –             | –             | 0             | –             | 1             | –             | 1             |
| 28            | Julia Sebestyen       | Hungria        | 1             | –             | –             | –             | –             | –             | 1             |
| 29            | Miriam Manzano        | Austrália      | 0             | –             | –             | –             | –             | –             | 0             |
| 30            | Marianne Dubuc        | Canadá         | –             | –             | –             | –             | –             | 0             | 0             |
| 31            | Diana Poth            | Hungria        | –             | –             | –             | –             | 0             | –             | 0             |
| 32            | Anne Sophie Calvez    | França         | –             | 0             | –             | –             | –             | –             | 0             |
| 33            | Julia Lautowa         | Áustria        | –             | –             | 0             | –             | –             | 0             | 0             |
| 34            | Annette Dytrt         | Alemanha       | –             | –             | 0             | –             | –             | –             | 0             |
| 35            | Nicole Watt           | Canadá         | –             | –             | –             | –             | 0             | –             | 0             |

### Duplas
| Classificação | Classificação                           | Classificação    | Classificação | Classificação | Classificação | Classificação | Classificação | Classificação | Classificação |
| Pos.          | Nome                                    | Nacionalidade    | USA           | CAN           | GER           | FRA           | RUS           | JPN           | Total         |
| ------------- | --------------------------------------- | ---------------- | ------------- | ------------- | ------------- | ------------- | ------------- | ------------- | ------------- |
| 1             | Tatiana Totmianina / Maxim Marinin      | Rússia           | a             | 12            | –             | 12            | –             | –             | 24            |
| 2             | Shen Xue / Zhao Hongbo                  | China            | –             | –             | 12            | –             | a             | 12            | 24            |
| 3             | Julia Obertas / Alexei Sokolov          | Rússia           | –             | –             | 9             | –             | 7             | –             | 16            |
| 4             | Anabelle Langlois / Patrice Archetto    | Canadá           | 9             | a             | –             | –             | –             | 7             | 16            |
| 5             | Maria Petrova / Alexei Tikhonov         | Rússia           | –             | –             | 5             | –             | 9             | a             | 14            |
| 6             | Dorota Zagorska / Mariusz Siudek        | Polônia          | –             | –             | a             | –             | 5             | 9             | 14            |
| 7             | Pang Qing / Tong Jian                   | China            | 7             | a             | –             | 7             | –             | –             | 14            |
| 8             | Zhang Dan / Zhang Hao                   | China            | 5             | –             | –             | 5             | –             | –             | 10            |
| 9             | Sarah Abitbol / Stephane Bernadis       | França           | –             | –             | –             | 9             | –             | –             | 9             |
| 10            | Jacinthe Lariviere / Lenny Faustino     | Canadá           | –             | 5             | 3             | –             | a             | –             | 8             |
| 11            | Rena Inoue / John Baldwin, Jr.          | Estados Unidos   | –             | –             | 4             | –             | 4             | –             | 8             |
| 12            | Yuko Kawaguchi / Alexander Markuntsov   | Japão            | 4             | –             | –             | –             | –             | 4             | 8             |
| 13            | Tiffany Scott / Philip Dulebohn         | Estados Unidos   | 3             | 4             | –             | a             | –             | –             | 7             |
| 14            | Valerie Marcoux / Craig Buntin          | Canadá           | –             | 3             | –             | –             | 0             | –             | 3             |
| 15            | Katerina Berankova / Otto Dlabola       | República Tcheca | –             | –             | –             | –             | –             | 3             | 3             |
| 16            | Viktoria Borzenkova / Andrei Chuvilyaev | Rússia           | –             | –             | –             | 3             | –             | –             | 3             |
| 17            | Kathryn Orscher / Garrett Lucash        | Estados Unidos   | 0             | 0             | –             | –             | –             | –             | 0             |
| 18            | Eva-Maria Fitze / Rico Rex              | Alemanha         | –             | –             | 0             | 0             | –             | –             | 0             |
| 19            | Kristen Roth / Michael McPherson        | Estados Unidos   | 0             | –             | –             | –             | –             | 0             | 0             |
| 20            | Stephanie Kalesavich / Aaron Parchem    | Estados Unidos   | –             | 0             | –             | 0             | –             | –             | 0             |
| 21            | Julia Karbovskaya / Sergei Slavnov      | Rússia           | –             | –             | –             | –             | 0             | –             | 0             |
| 22            | Nicole Nönnig / Matthias Bleyer         | Alemanha         | –             | –             | 0             | –             | –             | –             | 0             |
| 23            | Tatiana Chuvaeva / Dmitri Palamarchuk   | Ucrânia          | a             | 0             | –             | 0             | –             | –             | 0             |
| 24            | Tatiana Volosozhar / Petro Kharchenko   | Ucrânia          | –             | –             | –             | –             | 0             | –             | 0             |
| 25            | Sabrina Lefrancois / Jerome Blanchard   | França           | –             | –             | –             | 0             | –             | –             | 0             |
| 26            | Kristy Wirtz / Kris Wirtz               | Canadá           | –             | –             | 0             | –             | –             | –             | 0             |

### Dança no gelo
| Classificação | Classificação                           | Classificação    | Classificação | Classificação | Classificação | Classificação | Classificação | Classificação | Classificação |
| Pos.          | Nome                                    | Nacionalidade    | USA           | CAN           | GER           | FRA           | RUS           | JPN           | Total         |
| ------------- | --------------------------------------- | ---------------- | ------------- | ------------- | ------------- | ------------- | ------------- | ------------- | ------------- |
| 1             | Irina Lobacheva / Ilia Averbukh         | Rússia           | –             | –             | –             | –             | 12            | 12            | 24            |
| 2             | Elena Grushina / Ruslan Goncharov       | Ucrânia          | 12            | a             | –             | 12            | –             | –             | 24            |
| 3             | Tatiana Navka / Roman Kostomarov        | Rússia           | 9             | –             | –             | –             | 9             | –             | 18            |
| 4             | Albena Denkova / Maxim Staviyski        | Bulgária         | –             | 5             | 12            | –             | a             | –             | 17            |
| 5             | Kati Winkler / Rene Lohse               | Alemanha         | –             | –             | a             | –             | 5             | 9             | 14            |
| 6             | Marie-France Dubreuil / Patrice Lauzon  | Canadá           | –             | 9             | 5             | –             | –             | –             | 14            |
| 7             | Galit Chait / Sergei Sakhnovski         | Israel           | 5             | –             | 9             | –             | –             | a             | 14            |
| 8             | Isabelle Delobel / Olivier Schoenfelder | França           | –             | –             | –             | 9             | –             | 5             | 14            |
| 9             | Tanith Belbin / Benjamin Agosto         | Estados Unidos   | 7             | –             | –             | 7             | –             | –             | 14            |
| 10            | Svetlana Kulikova / Arseni Markov       | Rússia           | –             | 7             | –             | 5             | –             | –             | 12            |
| 11            | Federica Faiella / Massimo Scali        | Itália           | –             | 4             | –             | –             | 4             | –             | 8             |
| 12            | Natalia Gudina / Alexei Beletski        | Israel           | –             | –             | 4             | 4             | –             | –             | 8             |
| 13            | Sylwia Nowak / Sebastian Kolasinski     | Polônia          | –             | 3             | –             | –             | –             | 4             | 7             |
| 14            | Megan Wing / Aaron Lowe                 | Canadá           | –             | –             | –             | –             | 3             | 3             | 6             |
| 15            | Melissa Gregory / Denis Petukhov        | Estados Unidos   | 4             | 1             | –             | –             | –             | –             | 5             |
| 16            | Miriam Steinel / Vladimir Tsvetkov      | Alemanha         | –             | –             | 3             | 2             | –             | –             | 5             |
| 17            | Kristin Fraser / Igor Lukanin           | Azerbaijão       | 3             | 2             | –             | –             | –             | –             | 5             |
| 18            | Roxane Petetin / Mathieu Jost           | França           | –             | –             | 1             | 3             | –             | –             | 4             |
| 19            | Ekaterina Gvozdkova / Timur Alaskhanov  | Rússia           | –             | –             | –             | –             | 0             | 2             | 2             |
| 20            | Veronika Moravkova / Jiri Prochazka     | República Tcheca | –             | –             | 2             | –             | 0             | –             | 2             |
| 20            | Marika Humphreys / Vitali Baranov       | Reino Unido      | –             | –             | –             | –             | 2             | 0             | 2             |
| 22            | Emilie Nussear / Mathew Gates           | Estados Unidos   | 2             | –             | –             | –             | –             | –             | 2             |
| 23            | Zhang Weina / Cao Xianming              | China            | –             | –             | –             | 1             | –             | 0             | 1             |
| 24            | Nozomi Watanabe / Akiyuki Kido          | Japão            | 1             | –             | –             | –             | –             | 0             | 1             |
| 25            | Julia Golovina / Oleg Voiko             | Ucrânia          | –             | –             | –             | –             | 1             | –             | 1             |
| 25            | Kimberley Navarro / Robert Shmalo       | Estados Unidos   | –             | –             | –             | –             | –             | 1             | 1             |
| 27            | Stephanie Rauer / Thomas Rauer          | Alemanha         | –             | 0             | –             | –             | 0             | –             | 0             |
| 28            | Josée Piché / Pascal Denis              | Canadá           | 0             | 0             | –             | –             | –             | –             | 0             |
| 29            | Natalie Pechalat / Fabien Bourzat       | França           | –             | 0             | –             | 0             | –             | –             | 0             |
| 30            | Alla Beknazarova / Juri Kocherzhenko    | Ucrânia          | –             | –             | 0             | –             | –             | –             | 0             |
| 31            | Rie Arikawa / Kenji Miyamoto            | Japão            | –             | –             | –             | 0             | –             | 0             | 0             |
| 32            | Jill Vernekohl / Dmitri Kurakin         | Alemanha         | –             | –             | 0             | –             | –             | –             | 0             |
| 33            | Marta Paoletti / Fabrizio Pedrazzini    | Itália           | –             | –             | 0             | –             | –             | –             | 0             |
| 34            | Caroline Truong / Sylvain Longchambon   | França           | –             | –             | –             | –             | 0             | –             | 0             |